# Conrad Kickert

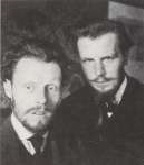
Conrad Kickert (rechts), met Lodewijk Schelfhout in Parijs, 1906

Johan Conrad Theodor Kickert tot den Egmond (Den Haag, 23 november 1882 – Parijs, 26 juni 1965) was een Nederlands kunstschilder, kunstcriticus en kunstverzamelaar. Vanaf 1912 woonde hij voornamelijk in Parijs.

## Leven en werk
Kickert was als kunstenaar autodidact. Tussen 1903 en 1910 werkte hij in kunstenaarskolonies te Domburg, samen met onder andere Jan Toorop, en in Bergen. Hij was een der eersten in Nederland die werkte in de stijl van het kubisme. In 1910 richtte hij in Amsterdam, samen met Piet Mondriaan, Jan Sluyters en Jan Toorop, de Moderne Kunstkring op, met als doel 'de Hollandse kunst wakker te schudden'. Volgens Kickert liep de Nederlandse kunst in die tijd vijftig jaar achter op de rest van Europa. De Moderne Kunstkring organiseerde in 1911, 1912 en 1913 enkele spraakmakende modernistische tentoonstellingen in het Stedelijk Museum. In 1912 was Kickert echter al naar Parijs verhuisd, waar hij in eerdere jaren al vaker zijn vriend Lodewijk Schelfhout bezocht. Met Schelfhout trok hij in bij Piet Mondriaan op Rue du Départ 26 in Montparnasse, die daar ook zijn atelier had. Kickert zou er verkeren in vooraanstaande kunstenaarskringen en exposeerde met schilders als Georges Braque, Raoul Dufy, Henri Matisse, Maurice Utrillo, Kees van Dongen en Maurice Vlaminck. Tijdens de Eerste Wereldoorlog keerde hij nog terug naar Den Haag, maar vanaf 1919 vestigde hij zich definitief in Frankrijk, hoewel hij Nederland regelmatig bleef bezoeken.
Vanaf de jaren twintig begon Kickert minder modernistisch te werken en schakelde hij over op een meer naturalistische stijl. Als thema koos hij vaak voor figuren, landschappen en stillevens.  Doordat hij vaak bleef werken met het paletmes in plaats van met een kwast, behield zijn werk echter een eigen uitstraling. In Frankrijk bleef hij succesvol, maar in Nederland raakte hij enigszins in de vergetelheid. Hij overleed in 1965, 82 jaar oud. Een aantal van zijn werken zijn te zien in het Gemeentemuseum Den Haag.